# 네프 스타디움
네프 스타디움(튀르키예어: Nef Stadyumu)은 튀르키예 이스탄불에 위치한 축구 경기장으로 갈라타사라이 SK의 홈 구장으로 사용되고 있다. 2007년 12월 13일 기공식을 가져 2011년 1월 15일 개장하였다. 과거 갈라타사라이의 홈 구장으로 사용되었던 알리 사미 옌 경기장을 대신하기 위해 건설되었다.